# تاج محل
تاج محل (به هندی: ताज महल) از پرآوازه‌ترین بناهای جهان و آرامگاهی است که در نزدیکی شهر آگرا و در ۲۰۰ کیلومتری جنوب دهلی پایتخت هندوستان واقع شده‌است و یکی از عجایب هفتگانه جدید دنیا به‌شمار می‌رود.
بر اساس کتاب نقش فارسی بر احجار هند، این بنا به دستور شاه جهان، پنجمین پادشاه گورکانی هند به خاطر یادبود همسرش بنام  ارجمند بانو که در سال ۱۰۱۵ قمری یا ۱۰۴۰ شمسی در سفری جنگی به‌هنگام وضع حمل فوت کرد بنا شده است. خود شاه‌جهان نیز بعدتر در همان‌جا به خاک سپرده شد.معماری این ساختمان ترکیبی از معماری اسلامی و معماری گورکانی است و در ساخت آن ۲۰٬۰۰۰ هنرمند به رهبری احمد لاهوری و برادرش حمید لاهوری شرکت داشته‌اند در برخی متون نیز از عیسی خان شیرازی و امانت خان شیرازی طغرانویس، نام برده شده‌است که گویا خوشنویسی کتیبه‌های در و دیوارهای تاج محل به امانت خان واگذار شده بوده‌است.
آغاز ساخت تاج محل سال ۱۶۳۲ میلادی (۱۰۴۲ خورشیدی) بوده و در سال ۱۶۴۷ میلادی (۱۰۵۷ خورشیدی) تکمیل شده‌است. برای ساخت این بنا در زمان خود ۳۲ میلیون روپیه هزینه شده است. این مبلغ امروزه برابر با ۵۲٫۸ میلیارد روپیه هند و ۸۲۷ میلیون دلار آمریکاست. تاج محل در سال ۱۹۸۳ در لیست میراث جهانی یونسکو با عنوان «جواهر هنر اسلامی در هند و یکی از شاهکارهای تحسین شده میراث جهانی» به ثبت رسید.

## انگیزه ایجاد

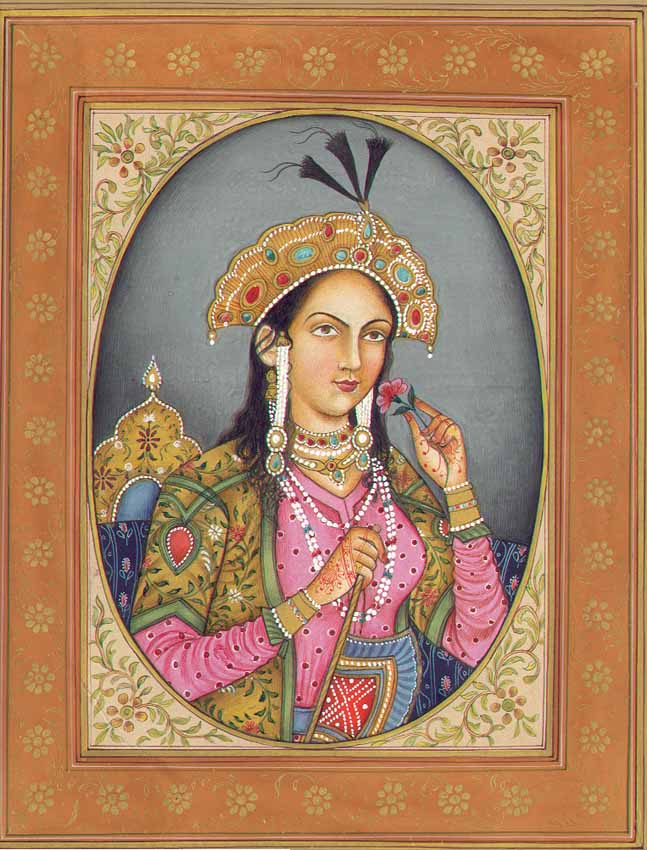
نگاره ای به سبک گورکانی، از ممتاز محل، همسر شاه جهان

شاه جهان در ۱۶۳۱ میلادی، دستور ساخت تاج محل را صادر کرد. این بنا قرار بود به یاد همسر وی، ممتاز محل، که یک زن ایرانی بود که در ۱۷ ژوئن همان سال در هنگام به‌دنیاآوردن چهاردهمین فرزند آن دو، گوهرآرا بیگم، درگذشت، ساخته شود. ساخت تاج محل در ۱۶۳۲ آغاز و بنای مقبره در ۱۶۴۳ کامل شد؛ هرچند ساختمان‌های اطراف و باغ تاج محل پنج سال بعد تکمیل شدند. مدارک دربار سلطنتی نشان می‌دهد که سوگ شاه جهان پس از مرگ ممتاز محل، نوعی روایت عاشقانه و انگیزهٔ ساخت تاج محل است.

## معماری و طراحی
تاج محل بر اصول طراحی معماری گورکانی اولیه و معماری ایرانی بنا شده‌است. انگیزهٔ ایجاد این اثر، از موفقیت ساختمان‌های دودمان تیمور و گورکانی، از جمله گور امیر (مقبرهٔ تیمور در سمرقند)، آرامگاه همایون، مقبره اعتمادالدوله و مسجد جامع دهلی در دهلی و مسجد کبود مزارشریف در افغانستان ریشه گرفته بود. با وجود بنای اکثر بخش‌های ساختمان‌های گورکانی بر ماسه‌سنگ سرخ، شاه جهان درخواست استفاده از سنگ مرمر سفید تزیین‌شده با گوهرسنگ داشت. ساختمان‌های تحت حمایت او به سطوح تازه‌ای از تهذیب رسیدند.

### مقبره
مقبره مرکز مجموعهٔ تاج محل است. این قسمت، یک سازهٔ بزرگ از جنس مرمر سفید است که روی یک پایه قرار داشته و دارای یک بنای متقارن همراه با یک ایوان است که با گنبدی پوشیده شده‌است. همچون اکثر مقبره‌های گورکانی، عناصر پایه‌ای بنا ریشه در فرهنگ فارسی دارند.
سازهٔ اصلی، یک مکعب چندطبقه ساخته شده که با زاویه‌هایی برش‌خورده، یک ساختمان هشت‌ضلعی نامتقارن ایجاد کرده‌است. هر کدام از اضلاع چهارگانهٔ طویل این بنا تقریباً ۵۵ متر (۱۸۰ فوت) طول دارد. هر یک از اضلاع ایوان دارای یک پیش‌طاق بزرگ یا قوسی به‌شکل طاق همراه با دو بالکن قوسی مشابه در طرفین آن است. نقش‌مایهٔ پیش‌طاق‌ها روی فرورفتگی‌های لبه‌ها هم اعمال شده و طرح بنا را در تمام نواحی آن هندسی کرده‌است. چهار مناره در اطراف مقبره وجود داشته که هر یک در یکی از گوشه‌های پایه قرار دارد. تالار اصلی محل قرارگیری تابوت‌دان جعلی ممتاز محل و شاه جهان است و قبرهای حقیقی در طبقهٔ پایین‌تر از آن قرار گرفته‌اند.
زیباترین ویژگی تاج محل، گنبد مرمری آن است که مقبره را می‌پوشاند. این گنبد تقریباً ۳۵ متر (۱۱۵ فوت) ارتفاع دارد که از لحاظ اندازه، مشابه بنای اصلی است. به دلیل شکل خاص، این گنبد اغلب از نوع گنبد پیازی یا گواوایی شناخته می‌شود. بالای گنبد با طرح لالهٔ مردابی تزیین شده که در به‌چشم‌آمدن ارتفاع آن هم نقش دارد. چهار چتری گنبدی‌شکل کوچک‌تر و با معماری گنبد پیازی هم در گوشه‌های گنبد قرار گرفته که آن را برجسته‌تر می‌کند. گنبد کمی نامتقارن است. پایه‌های ستون‌دار آن به بام مقبره باز شده و نور محیط داخلی آن را فراهم می‌کنند. گلدسته‌ها از لبهٔ دیوارهای پایه‌ای گسترش یافته و جلب‌توجه بصری ارتفاع گنبد را بیشتر می‌کنند. نقش‌مایهٔ لالهٔ مردابی روی چتری‌ها و گلدسته‌ها تکرار شده‌است. گنبد و چتری‌ها با میله‌های تزیینی طلاکاری‌شده همراهند که با نقوش تزیینی ایرانی و هندی ترکیب شده‌است.
میلهٔ تزیینی اصلی در اصل از طلا ساخته شده بود، اما در اوایل قرن نوزدهم میلادی با یک نمونهٔ برنزی طلاکاری‌شده جایگزین شد. این بخش از گنبد، نمونه‌ای از ادغام عناصر تزیینی سنتی ایرانی و هندی است. یک ماه روی میله قرار دارد که یکی از نقش‌مایه‌های معمول اسلامی است و دو سر آن به‌سمت بهشت اشاره می‌کند.
مناره‌ها هم، که هر کدام حدود ۴۰ متر (۱۳۰ فوت) ارتفاع دارند، از سنگ مرمر ساخته شده‌اند. این مناره‌ها کاربردی بوده و برای استفادهٔ مؤذنها به‌جهت فراخواندن مسلمانان به نماز ساخته شده‌اند. هر مناره به سه طبقه تقسیم شده و در هر طبقه، یک بالکن وجود دارد. بر فراز هر مناره، یک چتری قرار گرفته‌است. این چتری‌ها هم طرحی مشابه چتری‌های مقبره دارند.

### تزیینات بیرونی

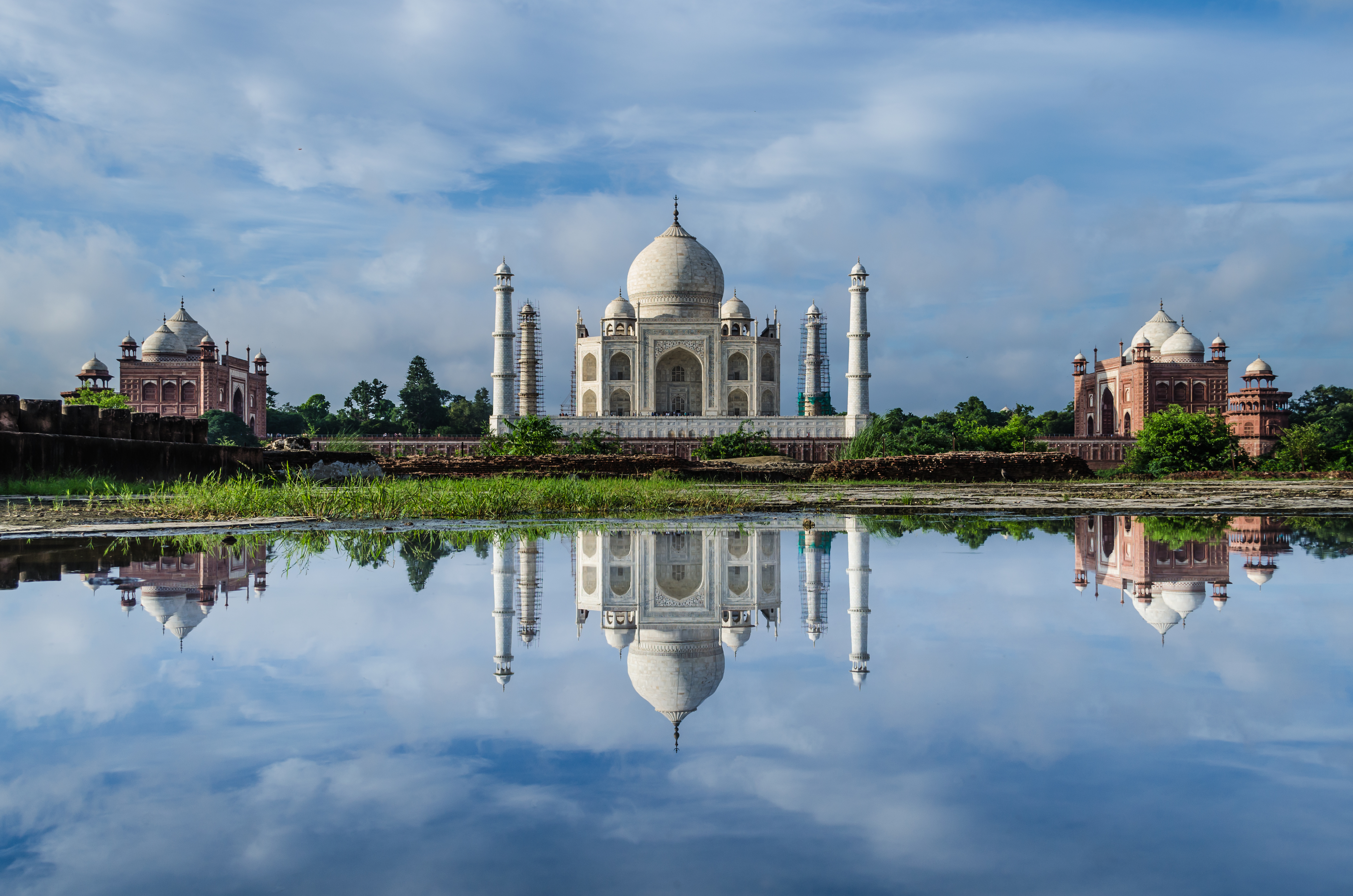
از راست، یک مسجد، تاج محل و در آخر مهمان خانه

تزیینات بیرونی تاج محل از بهترین معماری‌های گورکانی به‌شمار می‌روند. تزیینات متناسب با تغییرات ناحیهٔ سطحی بنا تمیزکاری شده‌اند. عناصر تزیینی با انجام نقاشی، گچ‌بری و حکاکی یا کوبیدگی سنگ ایجاد شده‌اند. همانند هنر اسلامی، که از به‌کاربردن انسان‌انگاری امتناع می‌کند، عناصر تزیینی تاج محل هم صرفاً از خوش‌نویسی، طرح‌های انتزاعی یا نقش‌مایه‌های به‌شکل گیاه به‌وجود آمده‌اند. در سراسر مجموعه، سورههایی از قرآن به چشم می‌خورد که برخی عناصر تزیینی را تشکیل می‌دهند. پژوهش‌های اخیر نشان می‌دهد که امانت خان شیرازی سوره‌ها را انتخاب کرده‌است.
خوش‌نویسی ورودی بزرگ تاج محل در سال ۱۶۰۹ توسط خوش‌نویسی با نام عبدالحق به‌وجود آمده‌است. شاه جهان به‌دلیل مهارت‌های خیره‌کنندهٔ امانت خان، این لقب را به او داد. در نزدیکی خطوط قرآن در پایهٔ ناحیهٔ داخلی گنبد، کتیبه‌ای دیده می‌شود که عبارت «نوشته‌شده توسط بندهٔ ناچیز، امانت خان شیرازی» روی آن به چشم می‌خورد. بخش‌های زیادی از خوش‌نویسی‌ها با خط ثلث واضح از جنس یشم یا مرمر سیاه نوشته شده و روی زمینهٔ مرمر سفید نصب شده‌است. اندازهٔ نوشتهٔ زمینه‌های بالاتر، اندکی بزرگ‌تر است تا در هنگام نگاه از زاویهٔ پایین، کژی نوشته‌ها کمتر به چشم آید.
گنبدها و طاق ساختمان‌های ماسه‌سنگی به‌دلیل توری‌کاری نقاشی حجاری‌شده دارای طرح‌های هندسی پرجزئیاتی هستند. بین بسیاری از عناصر نزدیک‌به‌هم، خاتم‌کاری‌هایی متقارن در جهت چپ و راست وجود دارد. ساختمان‌های ماسه‌سنگی از خاتم‌کاری سفید بهره برده و ساختمان‌های مرمرین دارای خاتم‌کاری تیره یا مشکی هستند. تابوت‌دان تاج محل هم از طرح خاتم‌کاری برجسته‌ای بهره می‌برد. کف طبقه‌ها و راهروها از کاشیها یا بلوک‌هایی بهره می‌برد که با الگوی تسلیشن چیده شده‌اند.
پنل‌های مرمرین سفید روی دیوارهای پایین‌تر مقبره، نصب شده و نقش‌برجسته‌های واقع‌گرایانه‌ای از گل و انگور روی آن‌ها نقش بسته‌است. مرمر پس‌زمینه صیقل داده شده تا جزئیات ریز حکاکی‌ها را پررنگ‌تر کند. پنل‌ها و دو طرف طاق‌ها با خاتم‌کاری‌های پرچین‌کاریشده‌ای از انگورها، گل‌ها و میوه‌های به‌شدت سبک‌یافته و تقریباً هندسی تزیین شده‌است. سنگ‌های خاتم‌کاری‌شده از مرمر زرد، یشم و یشم سبز ساخته شده و به‌نسبت سطح دیوارها، صیقل یافته و تراز شده‌اند.

### تزیینات داخلی
تالار داخلی تاج محل تزییناتی فراتر از عناصر سنتی تزیینی دارد. خاتم‌کاری‌ها از نوع پرچین‌کاری نیستند؛ بلکه از گوهرسنگهای نیمه‌ارزشمند و ارزشمند تشکیل شده‌اند. تالار درونی به‌شکل هشت‌ضلعی بوده و طراحی آن، قابلیت ورود از طرف هر ضلع را فراهم می‌کند؛ با این وجود، فقط در جنوبی، که به باغ باز می‌شود، مورداستفاده قرار می‌گیرد. دیوارهای داخلی حدود ۲۵ متر (۸۲ فوت) ارتفاع داشته و با یک گنبد داخلی غیرواقعی تزیین‌شده با نقش‌مایهٔ خورشید پوشیده شده‌اند. هشت پیش‌طاق خمیده، کف بنا را مشخص می‌کنند و، مشابه نمای بیرونی بنا، هر پیش‌طاق ارتفاع‌پایین با پیش‌طاق دیگری که تقریباً وسط دیوار قرار گرفته، پوشیده شده‌است. چهار قوس مرکزی بالایی بالکن‌ها را می‌سازند و پنجرهٔ بیرونی هر بالکن دارای طرح‌های پیچیدهٔ جالی از جنس مرمر است. علاوه بر نور واردشده از پنجره‌ها، نور از فضاهای موجود در سقف که در گوشه‌ها با چتری پوشیده شده‌اند هم وارد می‌شود. جالی هشت‌ضلعی‌شکل که گور نمادین را احاطه می‌کند از هشت صفحهٔ مرمرین تشکیل شده که سوراخ‌کاریهای پیچیده‌ای روی آن انجام شده‌است. دیگر سطوح با سنگ‌های نیمه‌ارزشمند تزیین شده و طرح‌های انگور، میوه و گل‌ها را ایجاد کرده‌است. هر دیوار تالار با پنل‌های حجاری‌شده، خاتم‌کاری‌های پیچیدهٔ گوهرین و پنل‌های دارای خوش‌نویسی تزیین شده‌است. تزیینات این دیوارها تا حدودی مشابه عناصر طراحی به‌کاررفته در سطح خارجی مجموعه است.
در سنت اسلامی، قرار دادن جسد در تابوت و قبرهای تزیین‌شده ممنوع است. با توجه به همین موضوع، جسد ممتاز و شاه جهان در زیرزمین تالار دفن شد و چهره‌هایشان به‌سمت راست، به‌سمت مکه، قرار گرفت. گور نمادین ممتاز محل دقیقاً در مرکز تالار داخلی و روی پایه‌ای مرمرین به ابعاد ۱٫۵ در ۲٫۵ متر (۴ فوت ۱۱ اینچ در ۸ فوت ۲ اینچ) قرار گرفته‌است. پایه و گور به‌دقت با الماس‌های ارزشمند و نیمه‌ارزشمند تزیین شده‌است. کتیبه‌های خوش‌نویسی روی گور به شناساندن و تحسین ممتاز می‌پردازند. درپوش گور یک لوزی مستطیل‌شکل برآمده است که با هدف تداعی لوح نوشتاری طراحی شده‌است. گور نمادین شاه جهان کنار گور نمادین ممتاز و در سمت غربی قرار گرفته و تنها عنصر غیرمتقارن در تمام مجموعه است. گور نمادین او بزرگ‌تر از گور همسرش است؛ اما از عناصر مشابهی تشکیل شده و شامل تابوت و پایه‌ای است که با گوهر و خوش‌نویسی‌هایی که او را معرفی می‌کنند، تزیین شده‌است. روی درپوش تابوت، مجسمهٔ سنتی یک محفظهٔ کوچک خودکار قرار دارد.
محفظهٔ خودکار و لوح نوشتاری، نمادهای سنتی مراسم خاکسپاری گورکانی هستند که به‌ترتیب برای تزیین تابوت مردان و زنان به‌کار می‌روند. ۹۹ نام خدا روی کتیبه‌های سطوح کناری مقبرهٔ حقیقی ممتاز محل خوش‌نویسی شده‌اند. مقبرهٔ شاه جهان دارای یک خوش‌نویسی با مضمون «در بیست‌وشش ماه رجب در سال ۱۰۷۶ هجری او از این جهان به تالار ضیافت ابدیت سفر کرد» است.

### باغ
مجموعهٔ تاج محل در یک باغ گورکانی مربع‌شکل به طول ۳۰۰ متر (۹۸۰ فوت) قرار دارد. این باغ دارای مسیرهایی است که هر یک از چهار قسمت باغ را به شانزده باغچه تقسیم می‌کنند. در فاصلهٔ بین مقبره و دروازه و در مرکز باغ، یک مخزن مرمرین آب قرار گرفته و یک استخر بازتاب برای بازتاب تصویر مقبره در جهت شمالی‌جنوبی آن قرار گرفته‌است. این مخزن مرمرین، حوض کوثر نامیده می‌شود.
ردیف‌هایی از درخت در باغ وجود دارد که هر درخت با نام‌های رایج و علمی خود نام‌گذاری شده‌است. علاوه بر این، آب‌نماهایی هم در باغ قرار دارد. معماری چهارباغ توسط بابر، نخستین امپراتور گورکانی، به هند وارد شده‌است. این معماری، نمادی از چهار رود جاری در جنة بوده و مشابه باغ بهشتی است؛ این نوع معماری از باغ ایرانی ریشه گرفته‌است.
اکثر چارباغ‌های گورکانی به‌شکل مستطیل بوده و یک مقبره یا پاویون در مرکز آن‌ها وجود دارد. باغ تاج محل در عنصر اصلی با این نوع معماری تفاوت دارد؛ چرا که در پایان باغ قرار گرفته‌است. به‌دلیل وجود باغ مهتاب در طرف دیگر رود جمنا، سازمان پژوهش‌های باستان‌شناسی هند بیان کرده که این جمنا احتمالاً یکی از چهار رود بهشت بوده و در طراحی باغ نقش داشته‌است. با توجه به شباهت با شالیمار باغ در ویژگی‌های معماری و طرح‌بندی، احتمال طراحی این باغ و تاج محل توسط طراحی یکسان، علی مردان، وجود دارد. گزارش‌های اولیه از باغ، بیان‌گر وفور گیاهان، از جمله رزهای فراوان، نرگس و درختان میوه، در آن است. با کاهش قدرت امپراتوری گورکانی، تاج محل و باغ‌های آن هم دچار تغییر و افت شد. تا پایان قرن نوزدهم میلادی، امپراتوری بریتانیا بیش از سه‌پنجم هند را کنترل می‌کرد و مدیریت تاج محل را به‌دست گرفته‌بود. این امپراتوری منظرهٔ تاج محل را تغییر داد؛ به‌گونه‌ای که به چمن‌کاری‌های رسمی لندن شباهت یافته‌بود.

### دیگر بناها
مجموعهٔ تاج محل از سه طرف با دیوارهای ماسه‌سنگی سرخ‌رنگ احاطه شده‌است و ضلع مجاور رود فاقد دیوار است. بیرون دیوارها چندین مقبره، از جمله مقبرهٔ دیگر همسران شاه جهان، قرار گرفته‌است و مقبرهٔ بزرگ‌تری هم متعلق به خدمت‌کار موردعلاقهٔ ممتاز محل است.
ستی النساء پزشک، ادیب و سخنور، خواهر طالب آملی نیز در این مکان به خاک سپرده شده است.
دروازهٔ اصلی سازه‌ای بزرگ است که بیشتر قسمت‌هایش از مرمر ساخته شده و یادآور معماری گورکانی است. طاق‌های دروازه، همان طرح طاق‌های مقبره را داشته و قوس‌های پیش‌طاق دارای خوش‌نویسی‌های مقبره هستند. سقف‌ها و دیوارهای طاق‌دار با طرح‌های هندسی باجزئیات کار شده و مشابه نقش‌های موجود روی دیگر بناهای ماسه‌سنگی مجموعه است.
در انتهای مجموعه، دو ساختمان بزرگ ماسه‌سنگی سرخ‌رنگ قرار گرفته که معکوس یکدیگر هستند و رو به دو طرف مقبره قرار گرفته‌اند. سطح پشتی دو ساختمان، موازی با دیوارهای غربی و شرقی است. بنای غربی یک مسجد است. بنای دیگر، جواب نام دارد و گمان می‌رود که برای تعادل در معماری ساخته شده‌باشد، هرچند احتمال استفاده از آن به‌عنوان مهمان‌خانه هم داده شده‌است. تفاوت‌های بین دو ساختمان شامل عدم وجود محراب در جواب و طراحی هندسی کف آن است. پوشش کف مسجد از ۵۶۹ طرح سجاده از جنس مرمر سیاه تشکیل شده‌است. طراحی کلی مسجد شامل تالاری طویل است که با سه گنبد پوشیده شده و از این لحاظ، مشابه دیگر مساجد ساخته‌شده توسط شاه جهان، از جمله مسجد جامع دهلی، است. بناهای جانبی تاج محل در سال ۱۶۴۳ میلادی تکمیل شدند.

## معماری باغ و ساختمان تاج محل
تاج محل از سال ۱۹۸۳ جزو میراث جهانی یونسکو درآمده و در نظر سنجی بزرگ جهانی در سال ۲۰۰۷ میلادی که در ۸ ژوئیه همان سال نتیجه آن اعلام گردید این بنا در شمار یکی از عجایب هفتگانه جهان در دوران حاضر شناخته شد.
در دو طرف بنای اصلی دو بنای کوچکتر و قرینه به‌چشم می‌خورد که در سمت غرب یک مسجد سه‌گنبدی وجود دارد که از ماسه‌سنگ (قهوه‌ای مایل به قرمز) ساخته شده و در شرق بنایی است که زمانی به مثابه مهمان‌سرا به کار می‌رفته‌است.

## معمار و طراح تاج محل

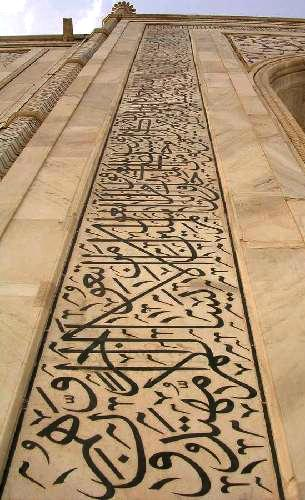
گوشه‌ای ازکتیبه‌های ثلث تاج محل به خط امانت خان شیرازی

در متون تاریخی به نام معمار این مجموعه اشاره نشده‌است اما در برخی از متن‌های متأخر، به شخصی به نام استاد احمد لاهوری اشاره شده‌است. بنا به یک دستنویس بازمانده از سده ۱۷ میلادی، سرمعمار تاج محل و لال قلعه یا قلعه سرخ در دهلی همین استاد احمد لاهوری بوده‌است.
وجود یک معمار لاهوری در طراحی تاج محل به معنی فقدان یک یا چند معمار ایرانی نیست. زیرا می‌توان اظهار داشت که طراحی و ساخت این مجموعه عظیم و با شکوه، تنها توسط یک معمار صورت نپذیرفته‌است و به احتمال زیاد چند نفر معمار و عده کثیری هنرمند در این کار مشارکت داشته‌اند.
به گفته تاریخدان آمریکایی «میلو بیچ»، در این مورد می‌توان تنها گمانه زنی کرد که معمار اصلی تاج محل چه کسی بوده، اما این نکته روشن است که خود شاه جهان به هنر معماری علاقه داشت و لابد در طراحی تاج محل نیز دستکم نقش یک رایزن را داشته‌است.

## نوشته روی قبر

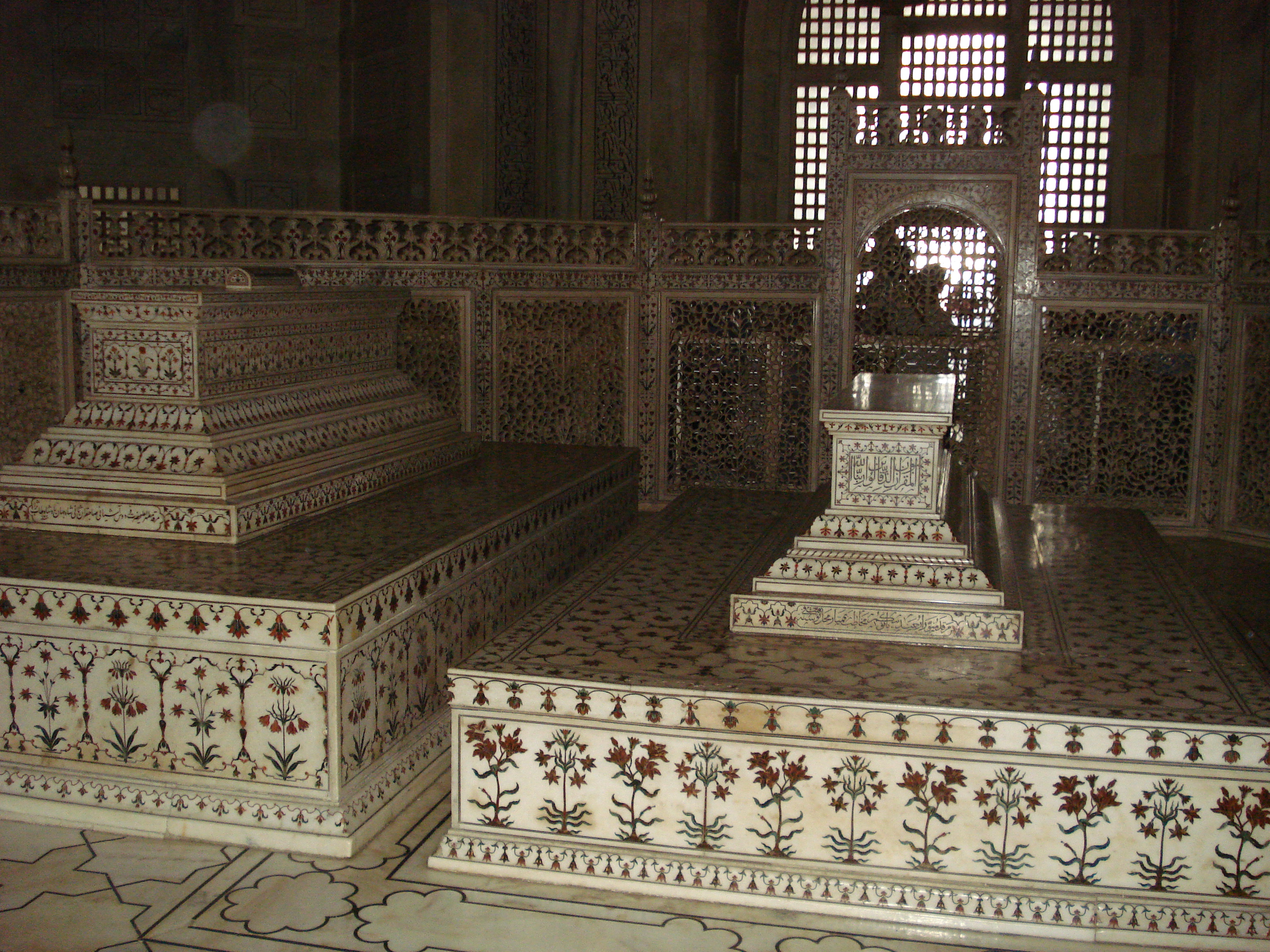
سنگ قبرارجمندبانو

آرامگاه تاج محل در جهان سمبل عشق شناخته می‌شود.
بر اساس کتاب نقش پارسی بر احجار هند در داخل زیر زمین آرامگاه یا درگاه تاج محل (از عجایب هفتگانه جدید جهان در یونسکو) قبر شاه جهان و ارجمند بانو وجود دارد که با سنگ مرمر یکپارچه تزئین شده‌است کنار سنگ مرمر قبر سمت راست به خط نسخ فارسی رایج دوره صفویه نوشته شده‌است:
مرقد منور ارجمند بانو بیگم مخاطب بممتاز محل متوفی سنه...
- کنار سنگ گور شاه جهان نوشته شده:

مرقد مطهر اعلی حضرت فردوس آشیانی صاحبقران ثانی شاه جهان طاب ثراه سنه ۱۰۷۶ ق)
در تاج محل نیز همانند آرامگاه‌های ایرانی دوره صفویه بیشتر نوشته آیات قرانی است اما در زیر زمین چند خط نوشته فارسی وجود دارد.
تعدادی از سنگ نوشته‌های فارسی با خط نستعلیق.
1. قصر قلعه اگرا شاه جهان
2. قصر اکبر شاه
3. سنگ نوشته‌های فارسی درگاه جهانگیر
4. نوشته‌های قبر تاج محل ممتاز محل

## نگارخانه

تصویری از بنای تاج محل با نام «معبد عشق» اثر عکاس ایرانی علی اکبر عبدالرشیدی
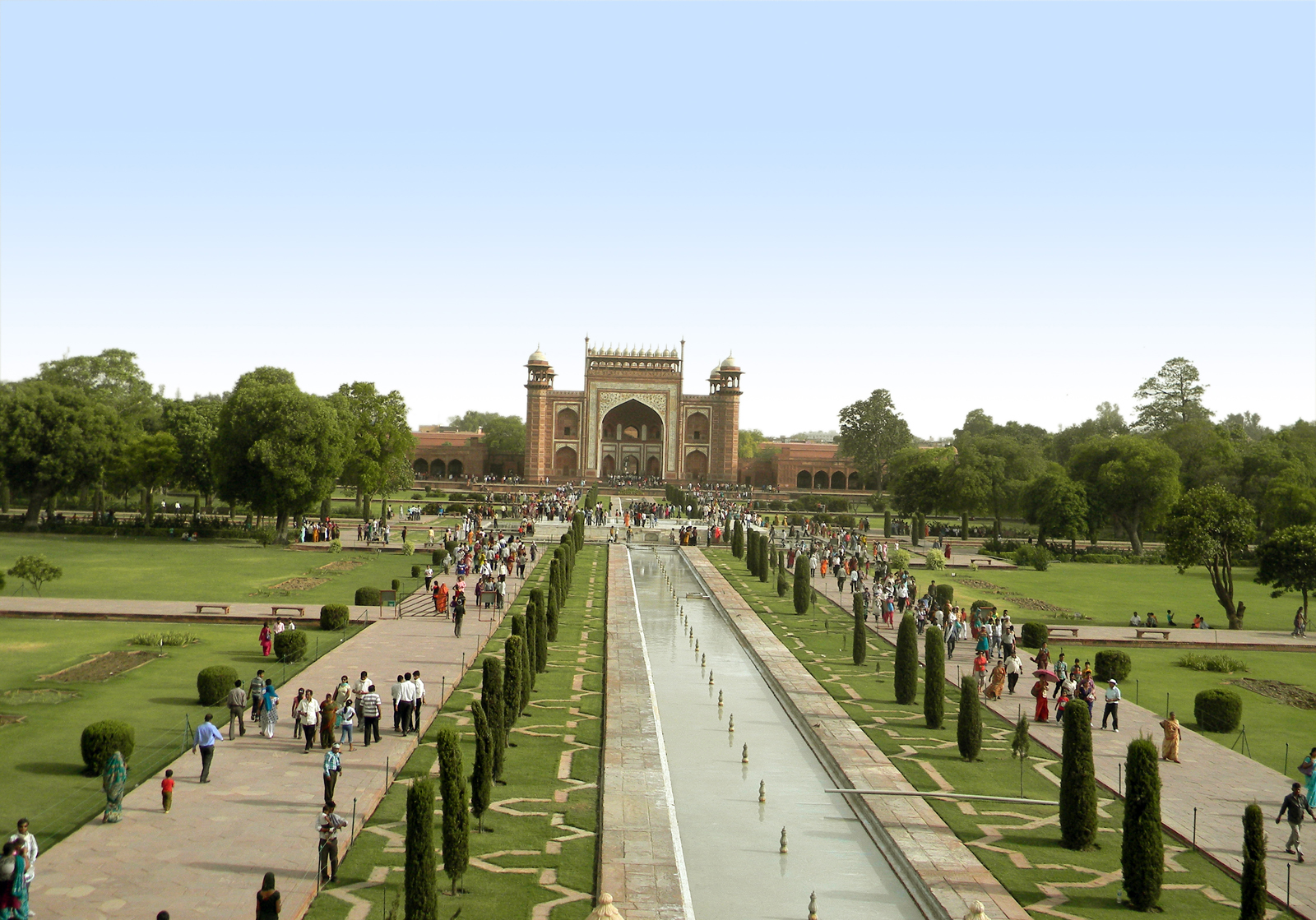
سرسرای اصلی
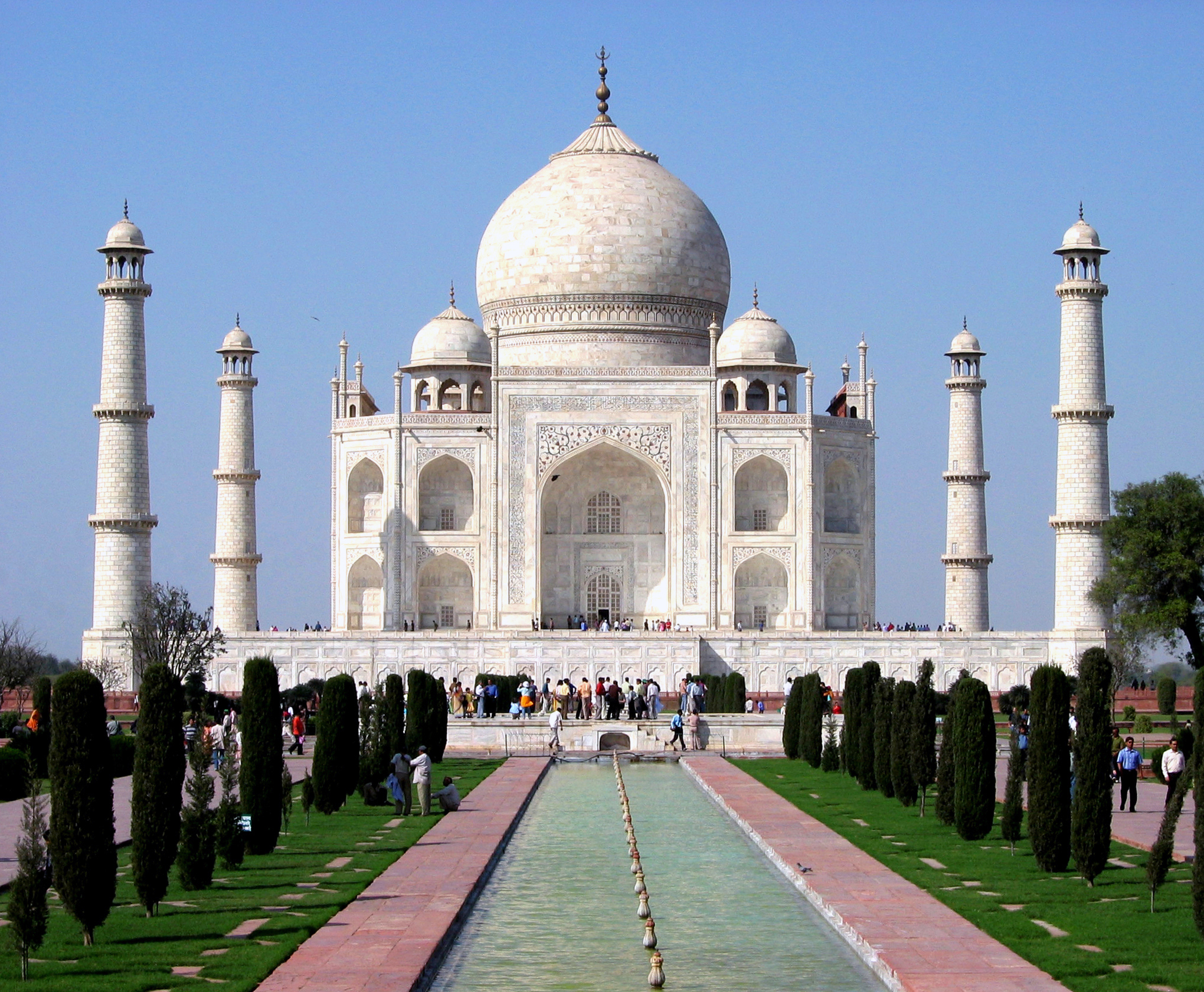
تاج محل
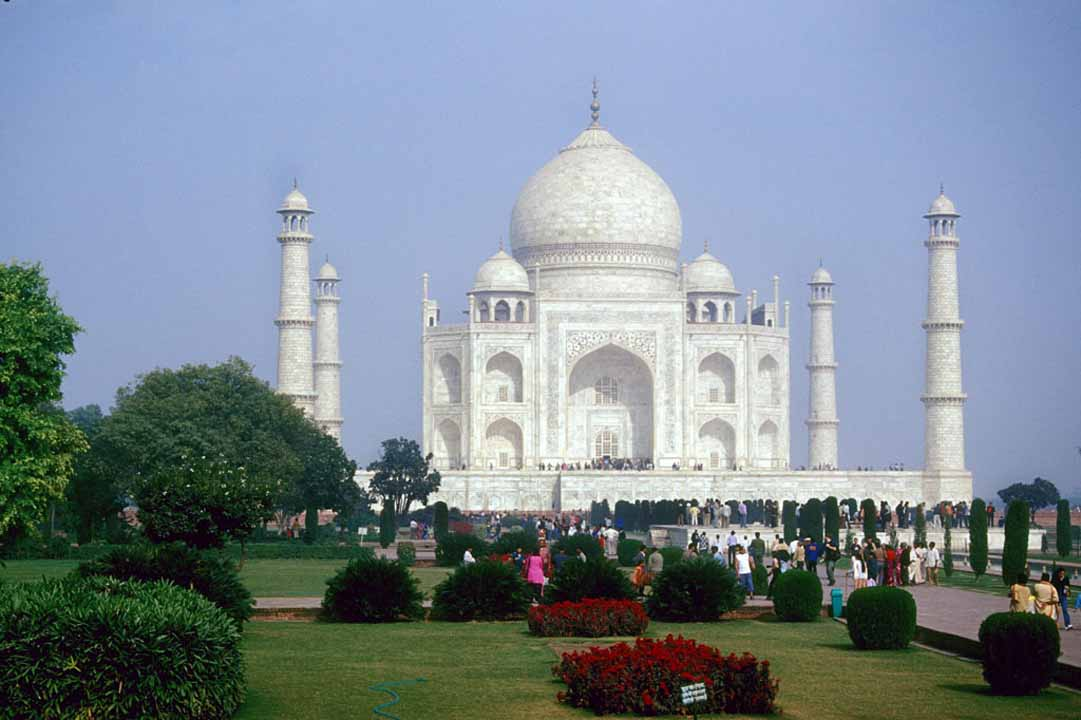
ساختمان اصلی
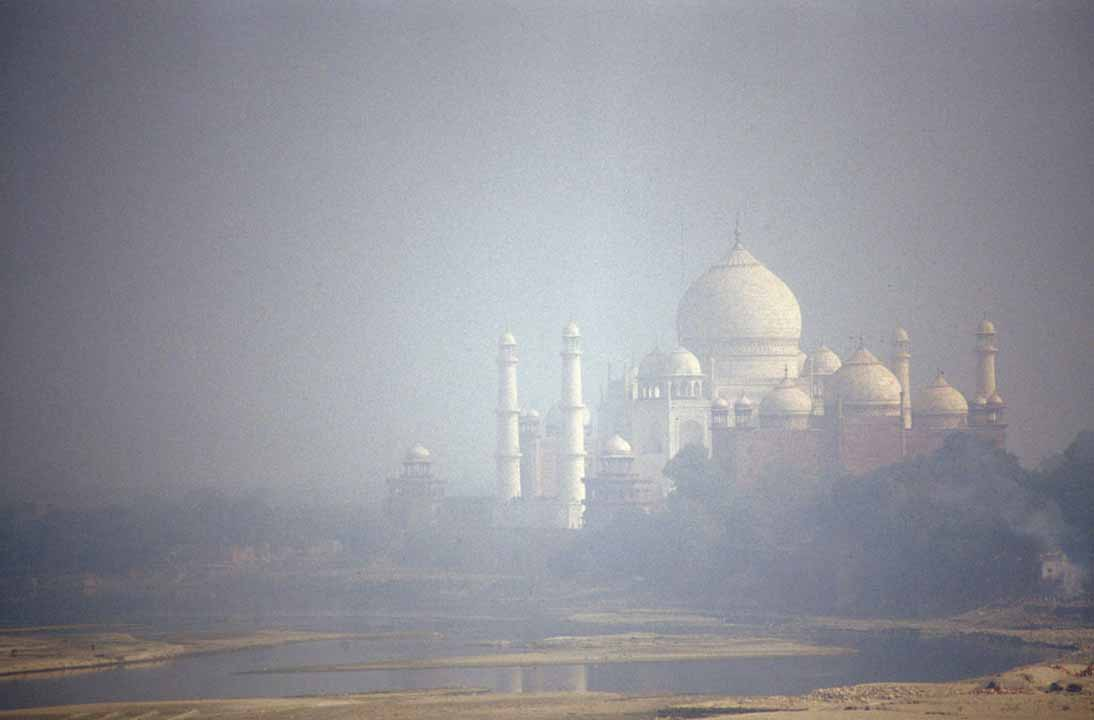
ملکه ارجمند بانو بیگم
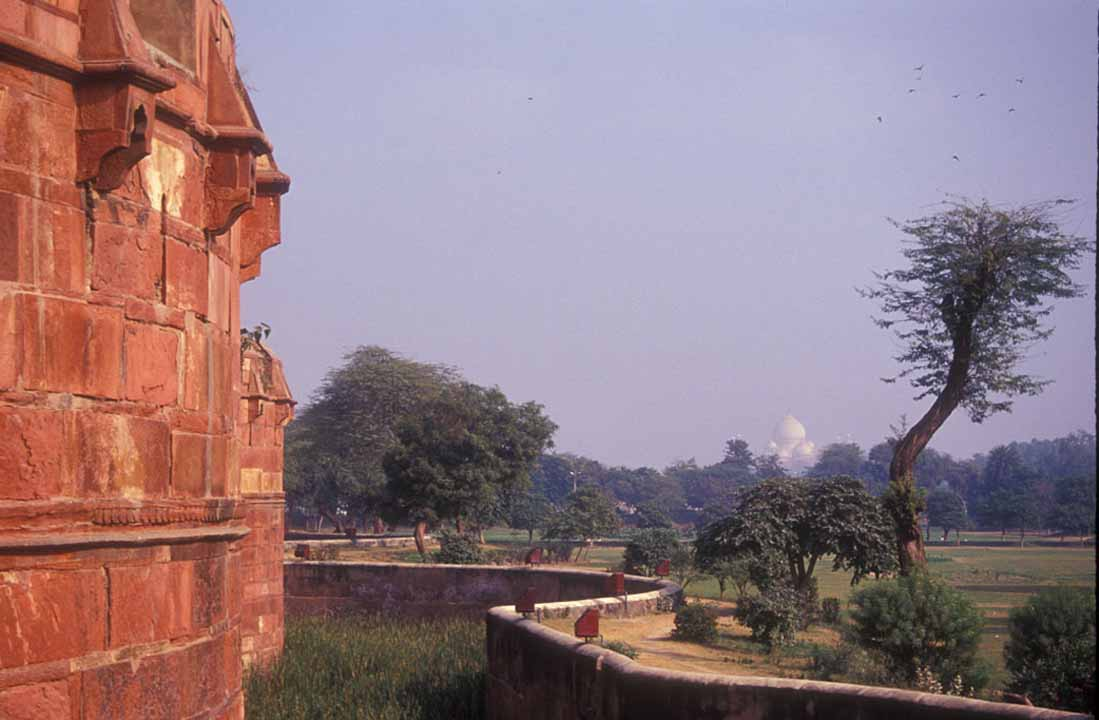
آرامگاه ملکه ارجمند بانو بیگم
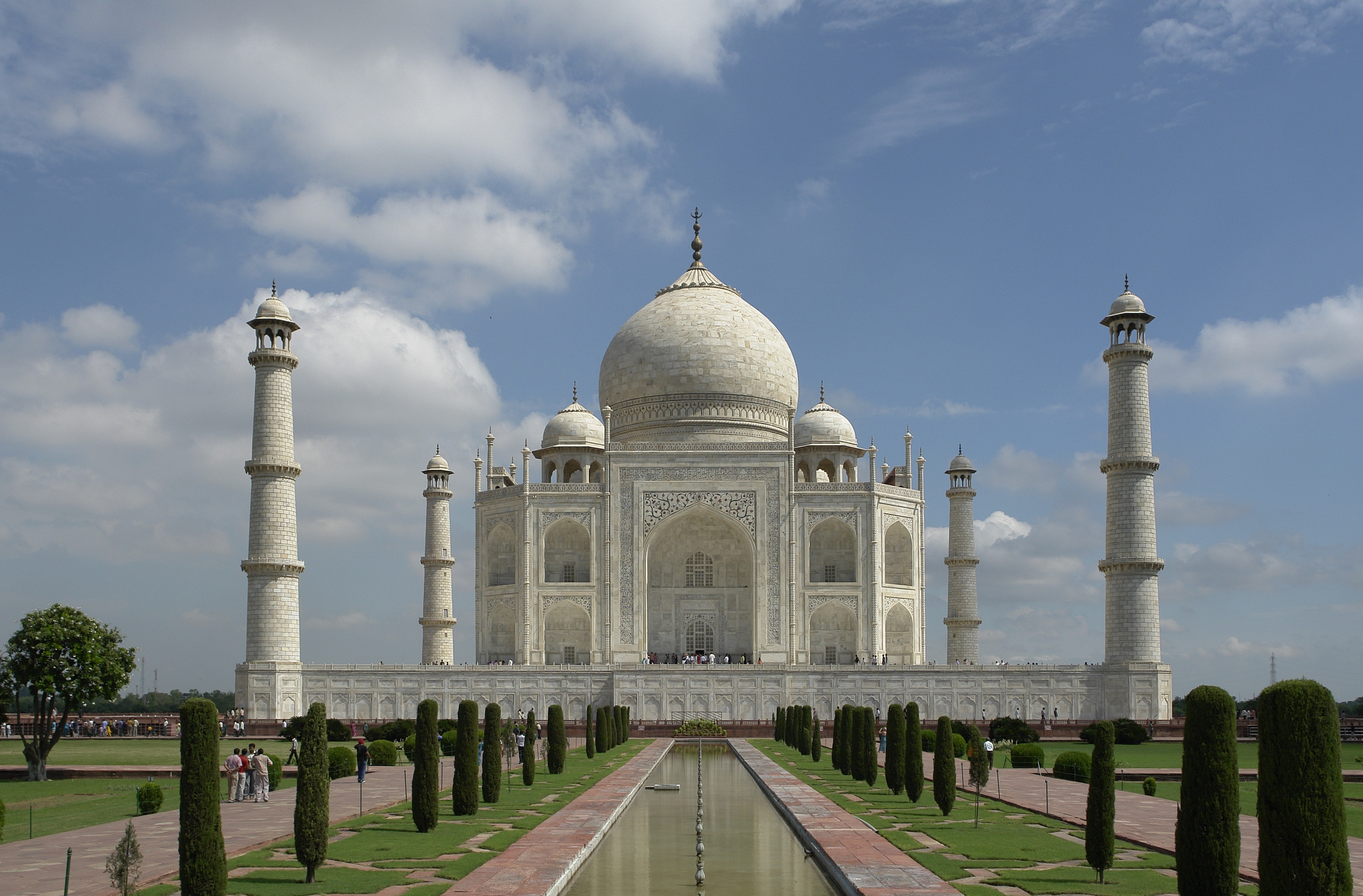
تاج محل